# Pousada (Lousame)
Pousada es una aldea española del municipio de Lousame, La Coruña, Galicia. Pertenece a la parroquia de Tállara. En 2020 tenía una población de 125 habitantes (57 hombres y 68 mujeres).
Está situada en el suroeste del municipio a 89 metros de altura y 5 kilómetros de la capital municipal. Las localidades más cercanas son Eirexa, Sanguiñal y Carantoña.